# Young and Dangerous: Reloaded
Pour plus de détails, voir Fiche technique et Distribution.
Young and Dangerous: Reloaded (古惑仔：江湖新秩序, Goo waat zai: Gong woo sun dit jui) est un film d'action hongkongais réalisé par Daniel Yee Heng-chan et sorti en 2013 à Hong Kong.
C'est une reprise du premier film de la série des Young and Dangerous.

## Synopsis
Lors d'une nuit sombre à Mong Kok, May, la cousine de Dai Tin-yee (Dominic Ho), est violée et assassinée par Med King (Deep Ng) et ses hommes. Furieux, Tin-yee et ses amis, Chan Ho-nam (Him Law (en)), Poulet (Oscar Leung (en)) et Pou-pan (Lam Tsz-sin (en)) traquent les coupables pour venger la mort de May. Mais comme Med King est sous l'aile de Kwan le hideux (Sammy Sum (en)), un important chef de la triade Hung Hing, celui-ci donne l'ordre de se débarrasser de Ho-nam par tous les moyens.

## Fiche technique
- Titre : Young and Dangerous: Reloaded
- Titre original : 古惑仔：江湖新秩序 (Goo waat zai: Gong woo sun dit jui)
- Réalisation : Daniel Yee Heng-chan
- Scénario : Manfred Wong
- Photographie : Wade Muller
- Montage : Matthew Hui
- Musique : Wong Goon-chung
- Production : Alvin Chau, Alex Dong, Jing Wong et Manfred Wong
- Société de production: Crystal Arts Film, Kong Shadow Dynasty et Sun Entertainment Culture
- Société de distribution : Jiale Film Distribution
- Pays d'origine :  Hong Kong
- Langue originale : cantonais
- Format : couleur
- Genre : action
- Durée : 106 minutes
- Dates de sortie :
  -  Hong Kong,  Singapour et  Malaisie : 10 janvier 2013

## Distribution
- Him Law (en) : Chan Ho-nam
- Oscar Leung (en) : Poulet
- Lam Tsz-sin (en) : Pou-pan
- Sammy Sum (en) : Kwan le hideux
- Dominic Ho : May
- Deep Ng : Med King
- Denise Ho : Sœur 13
- Timmy Hung (en) : Prince Edward
- Simon Lui (en) : Fantôme